# Брайтон (переписна місцевість, Нью-Йорк)
Брайтон (англ. Brighton) — переписна місцевість (CDP) в США, в окрузі Монро штату Нью-Йорк. Населення — 37 137 осіб (2020).

## Географія
Брайтон розташований за координатами 43°7′5″ пн. ш. 77°34′55″ зх. д. / 43.11806° пн. ш. 77.58194° зх. д. (43.118015, -77.582070).  За даними Бюро перепису населення США в 2010 році переписна місцевість мала площу 40,36 км², з яких 39,93 км² — суходіл та 0,43 км² — водойми.

## Демографія
Згідно з переписом 2010 року, у переписній місцевості мешкало 36 609 осіб у 15 904 домогосподарствах у складі 8610 родин. Густота населення становила 907 осіб/км².  Було 17087 помешкань (423/км²).
Расовий склад населення:
| - 79,8 % — білих - 11,8 % — азіатів - 5,1 % — чорних або афроамериканців - 0,1 % — корінних американців |

До двох чи більше рас належало 2,4 %. Частка іспаномовних становила 3,3 % від усіх жителів.
За віковим діапазоном населення розподілялося таким чином: 19,7 % — особи молодші 18 років, 62,8 % — особи у віці 18—64 років, 17,5 % — особи у віці 65 років та старші. Медіана віку мешканця становила 39,5 року. На 100 осіб жіночої статі у переписній місцевості припадало 89,3 чоловіків;  на 100 жінок у віці від 18 років та старших — 86,1 чоловіків також старших 18 років.
Середній дохід на одне домашнє господарство  становив 92 493 долари США (медіана — 66 149), а середній дохід на одну сім'ю — 124 211 долар (медіана — 94 343). Медіана доходів становила 63 243 долари для чоловіків та 51 616 доларів для жінок. За межею бідності перебувало 9,5 % осіб, у тому числі 7,1 % дітей у віці до 18 років та 5,8 % осіб у віці 65 років та старших.
Цивільне працевлаштоване населення становило 18 786 осіб. Основні галузі зайнятості: освіта, охорона здоров'я та соціальна допомога — 41,9 %, науковці, спеціалісти, менеджери — 14,5 %, виробництво — 8,6 %, роздрібна торгівля — 7,2 %.